# Tagmout
Tagmout (franska: Tagmout (CR), Tagmout (Commune Rurale), arabiska: أم الكردان) är en kommun i Marocko.   Den ligger i provinsen Tata och regionen Souss-Massa, i den centrala delen av landet, 500 km söder om huvudstaden Rabat. Antalet invånare är 4 751.